# Maya Deren
Maya Deren, właśc. Eleanora Derenkowska (ur. 29 kwietnia?/12 maja 1917 w Kijowie; zm. 13 października 1961 w Nowym Jorku) – pionierka amerykańskiej awangardy filmowej, tancerka i choreografka, antropolożka.

## Życiorys
Maya Deren urodziła się w Kijowie, w rodzinie żydowskiej inteligencji, jako Eleanora Derenkowska, córka Marii z domu Fiedler i Salomona Derenkowskiego. Zgodnie z rodzinną legendą, imię nadała jej matka, zainspirowana postacią włoskiej aktorki Eleonory Duse.
W 1922 roku rodzina Derenkowskich wyemigrowała do Stanów Zjednoczonych, osiedlając się w Syracuse w stanie Nowy Jork. Niedługo potem ojciec małej „Elinki”, dyplomowany psychiatra, znalazł zatrudnienie w Syracuse State School for Mental Defectives. Po ukończeniu edukacji podstawowej i średniej w Syracuse, Eleanora wyjechała do Genewy. W latach 1930–1933 pobierała nauki w Ecole Internationale de Genève, międzynarodowej szkole prowadzonej pod auspicjami Ligi Narodów.
Powróciwszy do USA, Deren podjęła studia w zakresie dziennikarstwa i nauk politycznych na Uniwersytecie Syracuse. Tam też poznała swego pierwszego małżonka Gregory'ego Bardacke'a, silnie zaangażowanego w ruch socjalistyczny. Para rozwiodła się w roku 1938. Po przeprowadzce do Nowego Jorku (1935), Deren podjęła studia na Uniwersytecie Nowojorskim (licencjat w roku 1936), następnie uczęszczała do prestiżowej New School for Social Research. W roku 1939 ukończyła studia magisterskie w dziedzinie literatury w Smith College w Northampton w stanie Massachusetts, uczelni będącej ważnym ośrodkiem myśli feministycznej. Przygotowana przez nią rozprawa nosiła tytuł The Influence of the French Symbolist School of Anglo-American Poetry (Wpływ francuskiej szkoły symbolistycznej na poezję anglo-amerykańską).
W latach 1940–1942 Deren pracowała jako asystentka Katherine Dunham, tancerki, choreografki i antropolożki zgłębiającej kulturowe dziedzictwo Karaibów. Badania Dunham poświęcone rytuałom voodoo w dużej mierze ukształtowały profil zainteresowań przyszłej autorki Divine Horsemen.
Przebywając w Los Angeles w 1941 roku, Deren poznała Aleksandra Hackenschmieda, jednego z pionierów czeskiej, a potem amerykańskiej awangardy filmowej, który wyemigrował z Pragi do Nowego Jorku w 1939 roku. W 1942 roku para wstąpiła w związek małżeński, który trwał przez pięć lat. To właśnie za namową drugiego męża artystka przyjęła imię „Maya”, kojarzące się z hinduistyczną boginią iluzji, a także z matką Siddharthy Gautamy. W roku 1943 powstały Sieci popołudnia (ang. Meshes of the Afternoon), wspólne filmowe dzieło Deren i Hackenschmieda, utrzymane w surrealistycznej konwencji, należące do najwybitniejszych obrazów w historii awangardowego, eksperymentalnego kina. Trzy lata później Deren opublikowała teoretyczną rozprawę poświęconą sztuce filmowej: An Anagram of Ideas on Art, Form and Film (zgodnie z tytułem, zawartą w intrygującej „anagramowej” formie).
Rok 1946 okazał się niezwykle istotny dla Eleanory-Mai. Wówczas bowiem Fundacja Pamięci Johna Simona Guggenheima przyznała jej stypendium w uznaniu za wybitne osiągnięcia kinematograficzne. Poza Sieciami popołudnia, nagroda dotyczyła również takich filmów, jak: At Land (1944), A Study in Choreography for Camera (1945) oraz Ritual in Transfigured Time (1946). Dzięki środkom ze stypendium, w 1947 roku artystka wyprawiła się po raz pierwszy na Haiti, gdzie początkowo miała spędzić jedynie osiem miesięcy, studiując lokalne formy tańca. Jednakże, zderzenie z fascynującym światem les Invisibles – haitańskich „niewidzialnych” bóstw, zaowocowało pogłębionymi studiami dokonywanymi w trakcie znacznie dłuższego pobytu, zawartymi w książce opatrzonej tytułem Divine Horsemen. The Living Gods of Haiti. Rozprawa o „boskich jeźdźcach” – do której słowo wstępne napisał antropolog Joseph Campbell – została wydana po raz pierwszy w 1953 roku.
W 1960 roku, na krótko przed śmiercią, artystka poślubiła japońskiego muzyka, reżysera i performera Teiji Itō. Zmontował on obszerny materiał filmowy przywieziony przez Deren z Karaibów. Skomponowany przezeń dokument, wyprodukowany z pomocą drugiej małżonki Cherel Itō i wydany w 1977 roku, nosi ten sam tytuł co książka: Divine Horsemen. The Living Gods of Haiti. Itō był również autorem muzyki do kilku filmów Deren. Po śmierci Mai w 1961 roku Teiji rozsypał jej prochy u stóp góry Fudżi.

## Wybrane dzieła filmowe
- Sieci popołudnia (ang. Meshes of the Afternoon), reż. Maya Deren i Alexander Hammid, 1943, 14'.
- The Witch's Cradle, reż. Maya Deren, 1943, 13', (z udziałem Marcela Duchampa).
- At Land, reż. Maya Deren, 1944, 15', (m.in. z udziałem Johna Cage'a).
- A Study in Choreography for Camera, reż. Maya Deren, 1945, 3'.
- Ritual in Transfigured Time, reż. Maya Deren, 1946, 14', (m.in. z udziałem Rity Christiani i Anaïs Nin).
- The Private Life of a Cat, reż. Maya Deren i Alexander Hammid, 1947, 29'.
- Medusa, reż. Maya Deren, 1949, 10', dzieło nieukończone, (z udziałem Jean Erdman).

## Wybrane publikacje autorstwa Mai Deren
- Maya Deren, An Anagram of Ideas on Art, Form and Film, Alicat Book Shop Press, Yonkers NY 1946.
- Maya Deren, Divine Horsemen. The Living Gods of Haiti, Vanguard Press, New York 1953; Thames & Hudson, London 1953; [Zob. wyd. pol.: M. Deren, Taniec nieba i ziemi. Bogowie haitańskiego wudu, tłum. Małgorzata Wiśniewska, Zbigniew Zagajewski, Wydawnictwo A, Kraków 2000.]

## Filmy poświęcone Mai Deren
- Invocation: Maya Deren, reż. Jo Ann Kaplan, Wielka Brytania 1987, 53'.
- In the Mirror of Maya Deren (oryg. Im Spiegel der Maya Deren), reż. Martina Kudláček, Austria 2002, 103'.